# 金斗鎔
金 斗鎔（キム・ドゥヨン、1903年 - 没年不明）は、北朝鮮の社会運動家、政治家。咸鏡南道咸興出身。

## 人物
日本に留学し、1923年に旧制第三高等学校に入学、弁論部で活躍した。1926年東京帝国大学文学部美学科に入学し、新人会や日本プロレタリア芸術連盟（プロ芸）で活動し、中野重治らと交友を深める。朝鮮プロレタリア芸術家同盟東京支部を組織し、機関紙『芸術運動』の編集発行にあたり、評論や戯曲を執筆した。1929年から在日本朝鮮労働総同盟にも参加したが、中央委員会を日本労働組合全国協議会（全協）の朝鮮人委員会に改編することをめぐって、金文準らと対立した。1930年に共産主義者に対する弾圧により治安維持法違反で検挙、投獄された後、1935年に東京の『朝鮮新聞』発行や、朝鮮芸術座の演劇活動に関与しながら、『文学評論』などの日本の雑誌や、『朝鮮中央日報』など朝鮮の新聞に文学評論を多数執筆したが、1936年10月29日、朝鮮語劇を通じて民族解放運動ならびに階級意識の高揚に活動したという理由で朝鮮人劇団が弾圧された「朝鮮芸術座事件」で再び検挙され、懲役1年8か月の判決を受けた。1941年の太平洋戦争勃発により、金斗鎔を含む在日朝鮮人の多くが非常措置として検束された。1945年の日本の敗戦後は、宋性徹らと朝鮮人政治犯釈放連盟を結成し、同年10月に府中刑務所内の予防拘禁所から出所した金天海らを出迎えた。在日本朝鮮人連盟の結成にも関わり、日本共産党朝鮮人部副部長として在日朝鮮人運動の理論的指導者となった。1947年にソ連の管理下にある連合軍軍政期の北朝鮮に渡り、朝鮮労働党中央委員候補に選出され、1949年に『朝鮮民族解放闘争史』の編纂委員に選ばれた。その後は外国文出版社局長などを歴任した。

## 著書
- 『日本に於ける反朝鮮民族運動史』郷土書房 1947年
- 『朝鮮近代社會史話』郷土書房  1947年